# The Addams Family (2019)
The Addams Family is een Amerikaans-Canadese 3D computer-geanimeerde zwarte komediefilm uit 2019, geregisseerd door Conrad Vernon en Greg Tiernan. De film is gebaseerd op The Addams Family van de striptekenaar Charles Addams en een reboot van de gelijknamige film uit 1991. De stemmen worden vertolkt door Oscar Isaac, Charlize Theron, Chloë Grace Moretz en Finn Wolfhard.

## Stemverdeling
| Personage        | Originele stem     | Nederlandse stem    |
| ---------------- | ------------------ | ------------------- |
| Gomez Addams     | Oscar Isaac        | Paul Groot          |
| Morticia Addams  | Charlize Theron    | Monic Hendrickx     |
| Wednesday Addams | Chloë Grace Moretz | Vajèn van den Bosch |
| Pugsley Addams   | Finn Wolfhard      | Roman Derwig        |
| Fester Addams    | Nick Kroll         | Cees Geel           |
| Neef Itt         | Snoop Dogg         |                     |
| Oma Addams       | Bette Midler       | Lenette van Dongen  |
| Lurch            | Conrad Vernon      | Carel Struycken     |
| Margaux Needler  | Allison Janney     | Tjitske Reidinga    |
| Parker Needler   | Elsie Fisher       | Pip Pellens         |
| Tanta Sloom      | Jenifer Lewis      |                     |
| Opa Frump        | Martin Short       | Raymond Thiry       |
| Oma Frump        | Catherine O'Hara   | Raymonde de Kuyper  |
| Denise           | Aimee Garcia       |                     |
| Layla en Kayla   | Pom Klementieff    |                     |
| Trudy Pickering  | Maggie Wheeler     |                     |
| Candi de Barista | Mikey Madison      |                     |

## Prijzen en nominaties
De belangrijkste:
| Jaar | Prijs       | Categorie                                                                         | Genomineerde(n)                                        | Uitslag     |
| ---- | ----------- | --------------------------------------------------------------------------------- | ------------------------------------------------------ | ----------- |
| 2020 | Annie Award | Uitstekende prestatie voor een karakterontwerp in een productie van een animatie  | Craig Kellman                                          | Genomineerd |
| 2020 | Annie Award | Uitstekende prestatie voor een productieontwerp in een productie van een animatie | Patricia Atchison, Maisha Moore, Chris Souza & Jack Yu | Genomineerd |